# Єллоу Їй Ях
Єллоу Їй Ях (9 вересня 1984) — нігерійський плавець.
Учасник Олімпійських Ігор 2008 року.
Призер Всеафриканських ігор 2007 року.